# Claus-Steffen Mahnkopf
Claus-Steffen Mahnkopf (* 22. Oktober 1962 in Mannheim) ist ein deutscher Komponist.

## Leben
Claus-Steffen Mahnkopf studierte ab 1984 Musikwissenschaft, Philosophie und Soziologie an den Universitäten Heidelberg, Freiburg und Frankfurt sowie Komposition bei Klaus Huber, Emmanuel Nunes und Brian Ferneyhough. 1989 legte er sein Philosophieexamen bei Jürgen Habermas ab. Er wurde 1993 mit einer Arbeit über Arnold Schönberg promoviert. Die Musik Ferneyhoughs übte nachhaltigen Einfluss auf Mahnkopfs musikalisches Denken aus und wurde neben der Philosophie Theodor W. Adornos zur entscheidenden Inspirationsquelle für sein eigenes künstlerisches Schaffen. Seit Ende der 80er Jahre finden seine Arbeiten eine immer größere Resonanz, was sich in Aufführungen auf zahlreichen internationalen Festivals sowie in der Verleihung einer Anzahl von Preisen und Auszeichnungen niederschlägt (u. a. Gaudeamus Prize 1990, 1. Preis beim Stuttgarter Förderwettbewerb 1993, Siemens-Förderpreis 1998; Stipendien der Paul Sacher Stiftung und der Heinrich Strobel Stiftung; Studienaufenthalte in Venedig und Rom/Villa Massimo). Von 1990 bis 1996 sowie in den Jahren 2002/03 unterrichtete Mahnkopf als Lehrbeauftragter bzw. Lehrstuhlvertreter an der Musikhochschule Freiburg, 2003 wechselte er an die Hochschule für Musik und Theater „Felix Mendelssohn Bartholdy“ Leipzig. Im Jahre 2005 wurde er dort zum Professor für Komposition ernannt, zwei Jahre später initiierte er die Veranstaltungsreihe Musik & Gegenwart. 2016–2019 war er dort Gründungsdirektor des Zentrums für Gegenwartsmusik. Sein Gesamtwerk wird bei Sikorski verlegt. Seit 2011 erscheint im Label NEOS die CD-Reihe „Mahnkopf Edition“.
1995 gründete er mit Richard Klein und Ludwig Holtmeier die Gesellschaft für Musik und Ästhetik. Seit 1997 ist er Herausgeber der Zeitschrift „Musik & Ästhetik“ im Verlag Klett-Cotta. Er ist Mitherausgeber der Studienreihe „sinefonia“ und der Buchreihe „New Music and Aesthetics in the 21st Century“ im Wolke Verlag. Er ist Autor zahlreicher Bücher und über 120 Einzelaufsätze. Er unterrichtet in Meisterkursen und hält im In- und Ausland Vorträge. Seit 2014 ist Claus-Steffen Mahnkopf Mitglied der Freien Akademie der Künste in Hamburg.
Er war verheiratet mit der jüdischen Religionswissenschaftlerin Francesca Yardenit Albertini (1974–2011). Über ihr Leben und ihre Ideen schrieb er das Buch Deutschland oder Jerusalem. Das kurze Leben der Francesca Albertini.

## Ästhetisch-philosophischer Ansatz
Kennzeichnend für das musikalische Schaffen Claus-Steffen Mahnkopfs ist, dass es von einer philosophischen und einer musikgeschichtlichen Reflexion begleitet und getragen wird. Am wichtigsten ist dabei für ihn die Philosophie der Frankfurter Schule, von Jacques Derrida und Niklas Luhmann sowie die Tradition eines konstruktiv-expressiven Komponierens seit der Renaissance. Wichtige Komponisten sind: Josquin Desprez, Claudio Monteverdi, Johann Sebastian Bach, Ludwig van Beethoven und Alban Berg. Kompositorisch und künstlerisch beschäftigt er sich mit Fragen nach einer Zweiten Moderne in der Musik, der Komplexität, des Ausdrucks, der Dekonstruktion, des kulturellen Gehalts und mit der Aufarbeitung des Zivilisationsbruchs im 20. Jahrhundert. Er sieht seine Musik in der mitteleuropäischen Musiktradition und bemüht sich dabei um einen internationalen Stil. Er schreibt Werke in allen Gattungen. Von 2001 bis 2005 arbeitete Mahnkopf intensiv am Freiburger Experimentalstudio des SWR.
Seit Beginn des russischen Krieges gegen die Ukraine am 24. Februar 2022 betrachtet Mahnkopf sich als politischen Komponisten; er komponierte das Ukraine-Triptychon und arbeitet an einem Iran-Triptychon. Seiner Auffassung nach muss die zeitgenössische Kunstmusik auf das Weltgeschehen reagieren.

## Auszeichnungen
- 1985 Medaglia d'argento dello Anno Europeo della Musica (Premio Europa, cat. c)
- 1986 Primo premio ex-aequo della seconda categoria del quattro Concorso Internazionale di Composizione ICONS
- 1990 Kompositionspreis der Stiftung Gaudeamus
- 1991 Coupe du Conseil Régional d'Ile de France
- 1993 1. Preis beim Stuttgarter Förderwettbewerb
- 1998 Ernst von Siemens Musikpreis (Förderpreisträger)

## Stipendien
- Villa Massimo, Rom

- Stipendium Paul Sacher Stiftung, Basel

- Baldreit-Stipendium, Baden-Baden
- Stipendium Akademie Schloß Solitude, Stuttgart
- Stipendium Künstlerhof Schreyahn
- Composer-in-residence der Hamburgischen Staatsoper
- Stipendium Kunststiftung Baden-Württemberg
- Stipendium Graduierten-Förderung des Landes Hessen
- Stipendium der Heinrich-Strobel-Stiftung (1991, 1993, 1998, 2003)
- Stipendium des Centro tedesco di studi veneziani, Venedig

## Werke (Auswahl)
- Krebs-Zyklus (1985) für Violoncello und Klavier
- Monade (1985/1986) für Oboe
- coincidentia oppositorum (1986) für Altflöte
- Interpénétrations (1987) für Kammerorchester
- différance (1987/1988) für Violine (3 Versionen: différance I, II und III)
- Erstes Streichquartett (1988/1989)
- Paralipomenon (1988) für Streichquartett
- Rhizom (1988/1989) für Klavier
- il faut continuer, Requiem für Samuel Beckett (1989/1990) für Kammerensemble
- succolarity (1989) für Flöte
- memor sum (1989) für Viola
- Pegasos (1991) für Cembalo
- Medusa (1990–1992) für Oboe und Kammerorchester
- Die Schlangen der Medusa (1991) für Klarinetten (Drei Versionen)
- Mikrotomie (1991/1992) für Gitarre
- Stheno und Euryale (1992) für eine oder mehrere Harfen (Zwei Versionen)
- Illuminations du brouillard (1992/93) für Oboe und Klavier (Drei Versionen)
- Wladimir (1993) für Violine
- Kammersymphonie (1993/94) für Kammerorchester
- Medeia-Zyklus (1993–1996), Poly-Werk für Kammerorchester, Streichquartett, 30 Solostreicher und 2 Harfen
- Wladimir 2 (1994) für Violine
- Meta Median (1994), Streicherserenade für 30 Streicher und 2 Harfen
- Wladimir 2b (1995) für Streichtrio
- Kammerminiatur (1995) für Klavier
- Kammerstück (1995) für Klavier
- Selig (1995) für Violoncello und Klavier
- Trio basso (1995) für Viola, Violoncello und Kontrabaß
- Kammerkonzert (1995/96) für Soloklavier und Ensemble
- Zweites Streichquartett (1995/96)
- Mon cœur mis à nu (1997) für 4 Stimmen nach Charles Baudelaire
- Solitude-Sérénade (1997) für Solo-Piccolooboe und Ensemble
- Zweite Kammersymphonie (1997–1999) für Kammerorchester
- Angelus Novus (1997–2000), Musiktheater nach Walter Benjamin, für Kammerorchester
- requiescant in pace (2000) für Ensemble
- deconstructing accordion (2000/2001) für Akkordeon
- Hommage à György Kurtág (2000/2001) für Sologitarre und Kammerorchester
- Todesmusik I (2001) für Ensemble
- Todesmusik II (2001) für Ensemble
- The Tristero System (2002) für Ensemble
- Hommage à Daniel Libeskind, Vol. I (2002) für Violine, Viola, Violoncello, Flöte, Oboe, Klarinette
- Hommage à Theodor W. Adorno (2003) für Streichquartett
- Hommage à Thomas Pynchon (2003–2005) für Ensemble, Solo-Cello und Live-Elektronik
- Prospero's Epilogue (2004) für Klavier und Orchester
- Prospero-Fragmente (2005) für Klavier
- Hommage à Frank Cox (2006) für Klavier, vierteltöniges Vibraphon und E-Gitarre
- humanized void (2003–2007) für großes Orchester
- Kammersymphonie Nr. 3 (2007) für Kammerorchester
- voiced void (2008) für Chor/24 Stimmen
- void – un delitto italiano (2009) für 6 Stimmen
- ... in memoriam ... (2009) für Bassflöte, Klavier, Violoncello und Kontrabass
- Hommage à Wolfram Schurig (2010-) für Saxophon, Schlagwerk und Streichquartett
- Hommage à Daniel Libeskind, Vol. II (2010–2011) für 6 Spieler
- Hommage à Daniel Libeskind, Vol. III (2010–2012) für 6 Spieler
- void – kol ischa asirit (2010–2012) für großes Orchester
- Hommage à Brian Ferneyhough (2012–2013) für einen afu
- Hommage à Klaus Huber (2013/14) für Viola und drei Spieler
- Vierte Kammersymphonie (2014) für Kammerorchester
- Esé apie vandenis (2015) für Männerstimme (Bariton)
- mehr Wasser (2015) für Chor
- metalized void (2015/16) für Schlagzeug
- Dov'è? (2017/18) für 5 Stimmen und Orchester
- 432 Park Avenue. Hommage à NYC (2018) für Ensemble
- Astronomica (2019) für 4 Stimmen und 4 Spieler
- Zhōng (2019/20) für traditionelles chinesisches Ensemble
- Fünfte Kammersymphonie (2021/22) für Kammerorchester
- Ukraine-Triptychon (2022) für Sopran, Cimbalom, E-Bass-Gitarre und Orchester

## Schriften
- Am Beginn des 21. Jahrhunderts. Ist die Musik noch ein Spiegel des Menschen? Rom 1998.
- mit Peter Veale: Die Spieltechnik der Oboe. Kassel 1994.
- Gestalt und Stil. Schönbergs Erste Kammersymphonie und ihr Umfeld. Kassel 1994.
- Kritik der neuen Musik. Entwurf einer Musik des 21. Jahrhunderts. Kassel 1998.
- Kritische Theorie der Musik. Weilerswist 2006.
- Die Humanität der Musik. Essays aus dem 21. Jahrhundert. Hofheim 2007.
- Klaus Huber. Von Zeit zu Zeit. Das Gesamtschaffen. Gespräche mit Claus-Steffen Mahnkopf. Hofheim 2009.
- Deutschland oder Jerusalem. Das kurze Leben der Francesca Albertini. Springe 2013.
- mit Francesca Yardenit Albertini: Die Vision eines anderen Judentums. Ausgewählte Schriften. Hentrich & Hentrich, Berlin 2014, ISBN 978-3-95565-056-8.
- Von der Messianischen Freiheit. Weltgesellschaft – Kunst – Musik. Weilerswist 2016
- Philosophie des Orgasmus. Berlin 2019
- mit Bernd Asmus und Johannes Menke: Schlüsselwerke der Musik. Hofheim 2019
- Die Kunst des Komponierens. Wie Musik entsteht. Stuttgart 2022